# Gymnelia patagiata
Gymnelia patagiata là một loài bướm đêm thuộc phân họ Arctiinae, họ Erebidae.